# Jacob Moe Rasmussen
Jacob Moe Rasmussen (* 19. Januar 1975 in Amager Fælled) ist ein dänischer Radrennfahrer.
Jacob Moe Rasmussen begann seine Karriere 1999 bei dem Radsport-Team Acceptcard. In seinem ersten gewann er eine Etappe bei der Argentinien-Rundfahrt. In den Jahren 2000 und 2001 fuhr er für die dänische Mannschaft Memorycard-Jack & Jones und für das Nachfolge-Team CSC. 2002 wechselte er dann zum Team Fakta, wo er die Fyen Rundt gewann, die er auch in den folgenden drei Jahren für sich entschied. 2004 gewann er außerdem eine Etappe beim Ringerike GP. Seit 2005 fährt Rasmussen für das dänische Continental Team GLS. Seinen größten Erfolg feierte er mit dem Sieg beim GP Aarhus in seinem ersten Jahr bei GLS. In der Saison 2006 wurde er Vierter bei der Normandie-Rundfahrt. Außerdem gewann er drei Etappen bei der Tour du Loir-et-Cher und konnte so auch die Gesamtwertung für sich entscheiden. Kurz darauf wurde er Fünfter beim GP Aarhus. Bei der Olympia’s Tour wurde er insgesamt dreimal Etappenzweiter und landete auch der Gesamtwertung auf Rang zwei. Im Juni sicherte sich Rasmussen dann noch zwei Etappensiege beim Ringerike GP.

## Erfolge – Straße
2004
- eine Etappe Ringerike Grand Prix

2005
- Grand Prix Aarhus

2006
- zwei Etappen Ringerike Grand Prix
- Tour du Loir-et-Cher und drei Etappen

2008
- Dänischer Meister – Teamzeitfahren
- Post Cup

## Erfolge – Bahn
2008
- Dänischer Meister – Mannschaftsverfolgung (mit Nikola Aistrup, Casper Jørgensen und Michael Mørkøv)

## Teams
- 1999 Acceptcard
- 2000 Memorycard-Jack & Jones
- 2001 CSC-Tiscali
- 2002 EDS-Fakta
- 2003 Team Fakta
- 2004 Team PH
- 2005–2008 Team GLS